# Silo nigricornis
Silo nigricornis är en nattsländeart som först beskrevs av Francois Jules Pictet de la Rive 1834.  Silo nigricornis ingår i släktet Silo och familjen grusrörsnattsländor. Inga underarter finns listade i Catalogue of Life.

## Bildgalleri

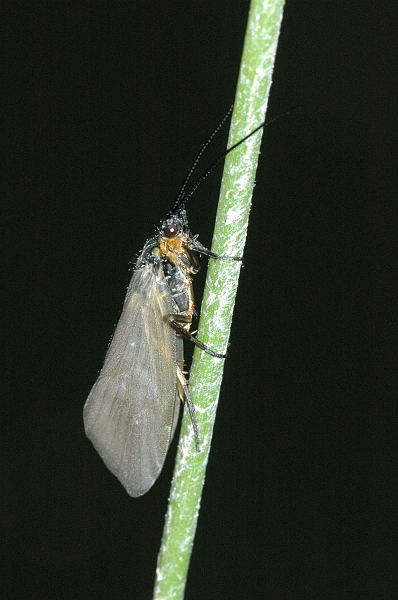
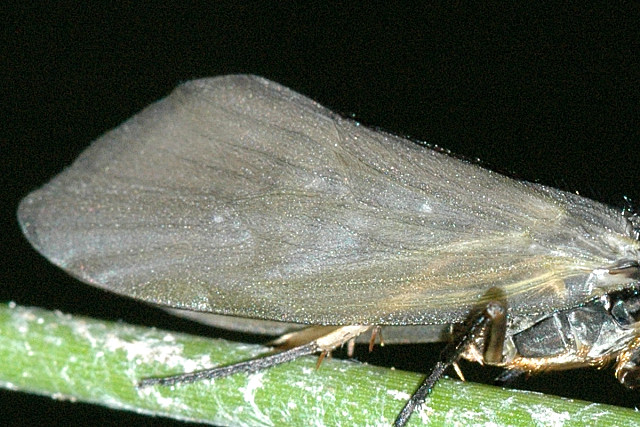